# اوساکی، کاگوشیما
اوساکی، کاگوشیما (به لاتین: Ōsaki, Kagoshima) یک منطقهٔ مسکونی در ژاپن است که در استان کاگوشیما واقع شده‌است. اوساکی  ۱۵٬۴۰۶ نفر جمعیت دارد.